# 花脸鸭

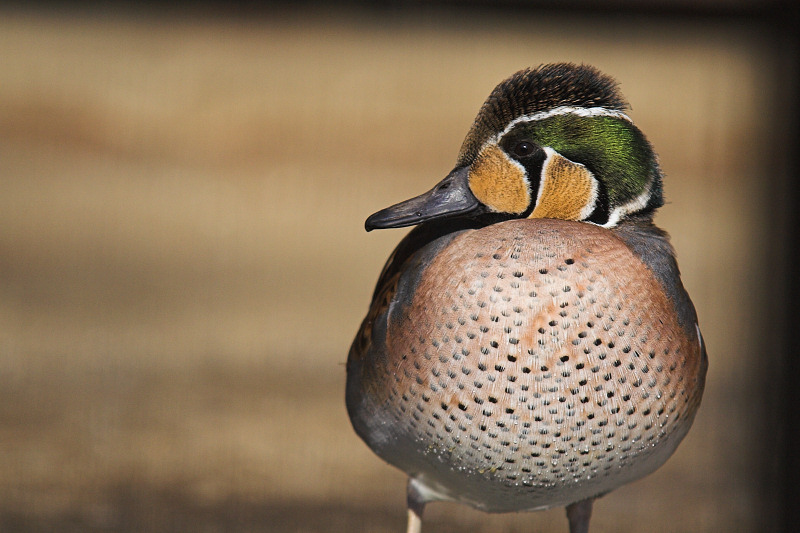
Baikal teal

花脸鸭（学名：Sibirionetta formosa）为鸭科鮮卑鴨屬的唯一物種，又名花臉鴨、黄尖鸭、黑眶鸭，亦俗稱元鸭、晃鸭、王鸭、眼镜鸭。是一種涉水鴨，主要繁殖於東部俄羅斯，冬季在東亞過冬。

## 分類
巴鴨首次由德國自然學家約翰·戈特利布·格奧爾基於1775年根據雙名法Anas formosa進行正式描述。2009年發表的一項分子系統發生學研究發現，當時定義的鴨屬（Anas）是非單系群。根據這一分析，該屬被分為四個擬議的屬，巴鴨被放置在由德國動物學家漢斯·馮·貝蒂奇爾於1929年提出的重建屬鮮卑鴨屬（Sibirionetta）中。名稱Sibirionetta來源於拉丁語中的sibiricus，指代西伯利亞，和古希臘語中的nētta，意為鴨子。種小名formosa來自拉丁語中的formosus，意思是"美麗"。

## 描述
巴鴨的體長約為39和43（15和17英寸），略大於綠翅鴨，尾巴較長。繁殖季的雄鴨極為顯眼，具有鮮明的綠色後頸、黃色和黑色的耳羽、脖子和喉嚨。它的頭頂為深色，胸部為淺棕色，帶有深色斑點。它有長長的下垂深色肩羽，灰色的兩側被前後的白色條紋突出。
巴鴨的高度介於11.75至15.75英寸，平均體重約為1磅。
雌鴨看起來與綠翅鴨的雌鴨相似，但尾巴較長，在喙基部有一個明顯的白點，喉嚨為白色，並延伸至眼後。她還有一條明顯的淺色眉毛，由較深色的頭頂邊界所包圍。下翼也與綠翅鴨相似，但具有較深的前緣。綠色的翼鏡羽具有不明顯的肉桂色內邊界。 一些"雌鴨"在臉上有"韁鞍"標記，但有人建議，這些帶韁鞍的"雌鴨"中，至少有一部分，甚至可能全部實際上是幼年的雄鴨。 幼鴨的羽毛與雌鴨相似，可以通過淺色的臉頰斑點區分於普通綠頭鴨。
在非繁殖季的(換羽期)羽毛中，雄鴨看起來更像雌鴨，但羽毛顏色更加濃厚的紅棕色（赤褐色）。

## 分布和棲地
分布于西伯利亚、日本、臺灣、印度、以及中国东部（包括东北、华北、自山东南抵云南、广东、海南岛）等地区，该物种的模式产地在西伯利亚的贝加尔湖。
它繁殖於西伯利亞東部的森林區域，從葉尼塞河流域向東至堪察加半島、科里亞克北部、馬加丹州東部、哈巴羅夫斯克邊疆區北部、薩哈共和國東南部和北部、中部伊爾庫茨克州以及克拉斯諾亞爾斯克邊疆區北部。它是一種遷徙物種，冬季在韓國南部、日本、台灣、中國北部和東部過冬，從北京沿海岸線向南延伸至越南邊境，向西至雲南，再向北至重慶和河南。
一般生活于内陆河川以及湖泊。它繁殖於靠近苔原邊緣的池塘及沼澤森林中。冬季它在低地淡水中出現。

## 狀態
這種物種在IUCN紅色名錄中被列為無危，但在2011年之前由於狩獵和其冬季棲地的濕地破壞，被列為易危物種。 這些威脅依然存在，但巴鴨正在復原，冬季候鳥的數量增加，棲地面積也有所擴大。根據2010年在韓國南部冬季觀察到的巴鴨數量，全球成鳥數量估計約為107萬，這是一個從1980年代的數萬隻和2000年代的數十萬隻大幅增加的數字。

## 保育狀況
其被列為《瀕危野生動植物種國際貿易公約》附錄二的物種，被限制出口及貿易。